# Солярний клімат
Солярний клімат (лат. solaris — сонячний) або радіаційний клімат — теоретично обчислене надходження і розподіл по земній поверхні сонячної радіації без врахування місцевих кліматоутвірних чинників.
Променева енергія Сонця є основним джерелом тепла та світла, такого важливого для життя на Землі. Радіація Сонця перетворюється в тепло частково вже в самій атмосфері, але головним чином — на земній поверхні. Вона нагріває верхні шари ґрунту та води, а від них і повітря.
Солярний клімат залежить від видимого руху Сонця та визначається потоком сонячної радіації на верхню межу атмосфери. На різних географічних широтах, в різні моменти і пори року він не однаковий.
У тропічному поясі потік сонячної радіації на межу атмосфери має річний потік з невеликою амплітудою і двома максимумами протягом року.
У помірних поясах потік сонячної радіації на горизонтальну поверхню на межі атмосфери літом порівняно мало відрізняється від потоку в тропіках: менша висота сонця компенсується збільшеною тривалістю дня. Взимку потік радіації зменшується з географічною широтою.
В межах атмосфери приплив сонячної радіації залежить від вмісту водяної пари і пилу, різною хмарністю і іншими особливостями газового стану атмосфери.